# Gorges de l'Ardèche
Gorges de l'Ardèche je kaňonovité údolí vytvořené řekou Ardèche v délce třicet kilometrů mezi městečky Vallon-Pont-d'Arc a Saint-Martin-d'Ardèche ve francouzském departementu Ardèche ležícím v regionu Rhône-Alpes. Kaňon tvoří hranici mezi departementy Ardèche a Gard.
Kaňon je oblíbenou turistickou atrakcí, kterou navštíví přes milion návštěvníků ročně.
Gorges de l'Ardèche je mimo jiné i bohaté historické a archeologické naleziště. První pravěcí obyvatelé osídlili zdejší jeskyně již před 300 000 lety. V kaňonu se nalézá přes 2 000 jeskyní, v některých jeskyních byly nalezeny pravěké malby - například památka UNESCO jeskyně Chauvet. Na turistické Route touristique de Gorges de l’Ardèche je přístupný jeskynní systém Grotte de la Madeleine.
Gorges de l'Ardèche je chráněn jako přírodní rezervace, ve které není povoleno kempování a přespávání mimo čtyř oficiálních bivaků, ve kterých je možno přespat - bivak Gaud, bivak Gournier, bivak Naturiste a bivak les Grottes.
Pozoruhodnou přírodní památkou je skalní most Pont d'Arc na začátku kaňonu – tvořený přírodním obloukem 60 metrů širokým a 54 metrů vysokým.
Kaňonem je možné projít pěšky po dvojím přebrodění řeky Ardèche po turistických chodnících, nejpopulárnější je však projetí kaňonu kanoí nebo kajakem.
Skalní útesy nabízejí hnízdiště pro mnoho druhů vzácných ptáků, například pro orla jestřábího (roku 2013 zde žily dva páry z ne více než třiceti v celé Francii).
Pohledy do kaňonu nabízí z jedenácti skalních vyhlídek turistická vyhlídková silnice vybudovaná v posledních letech.

## Fotogalerie

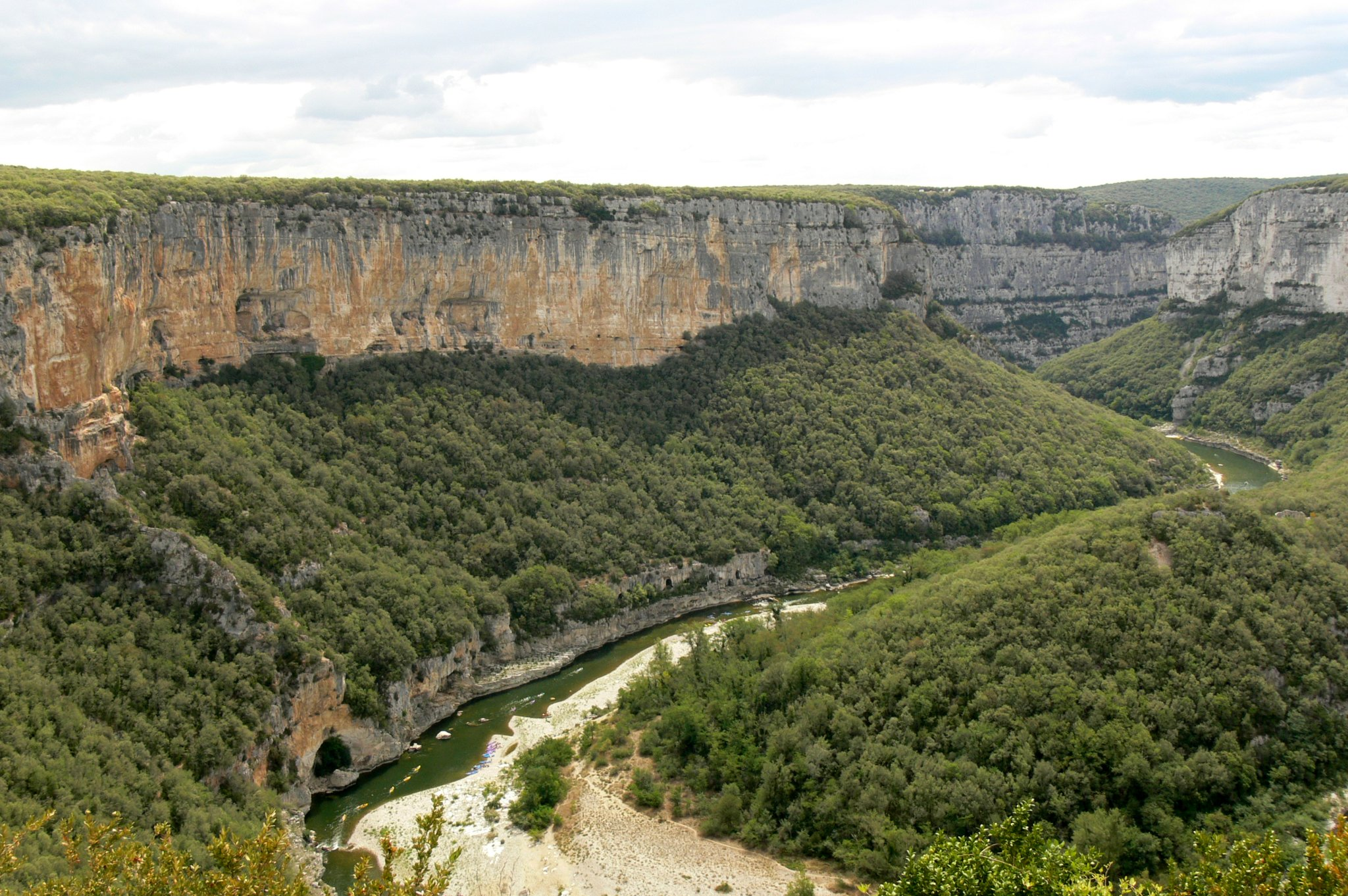
pohled do údolí Gorges de l'Ardèche, nedaleko od Pas du Mousse
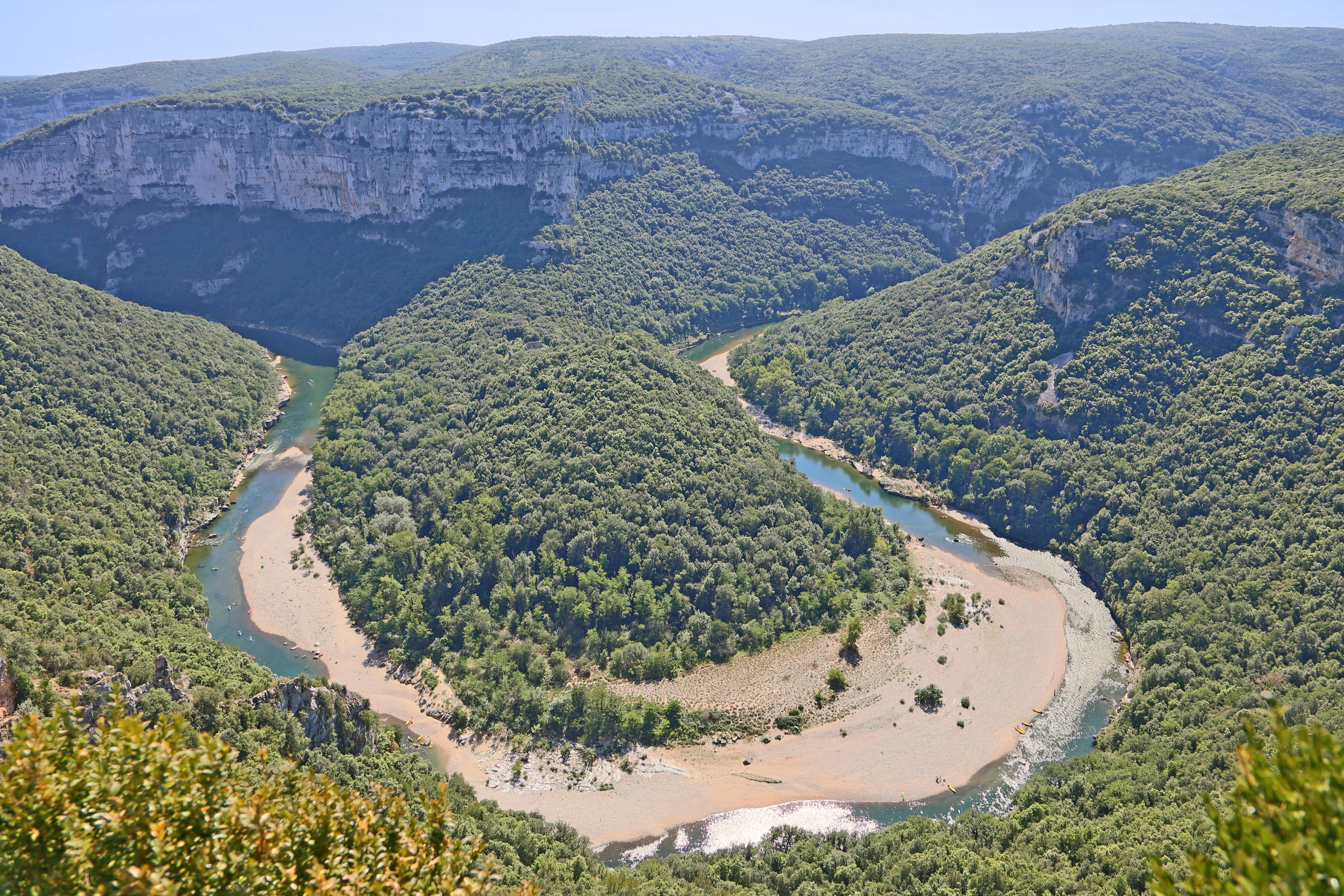
Cirque de la Madeleine a zřícenina Maladriere des templiers
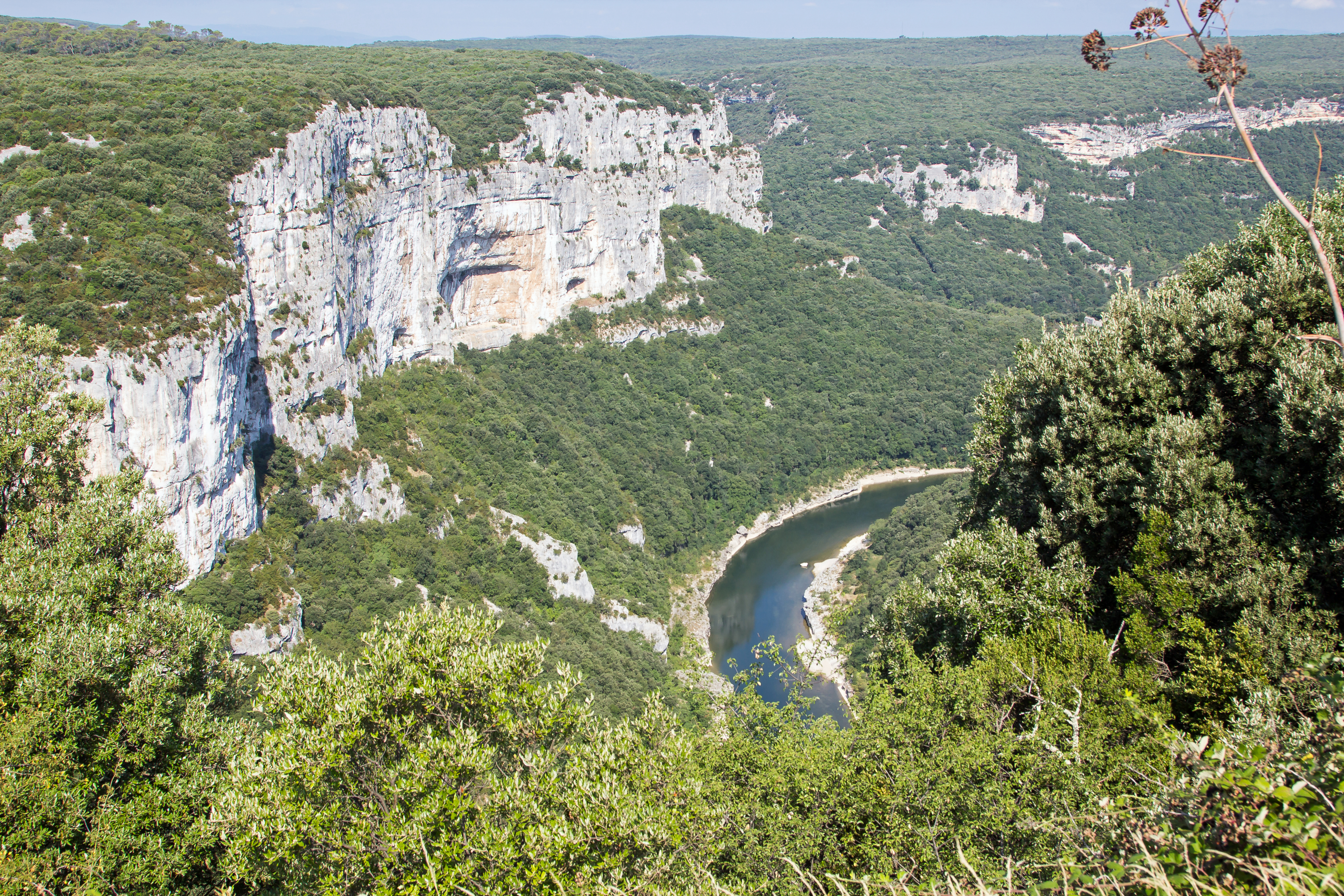
Gorges de l'Ardèche
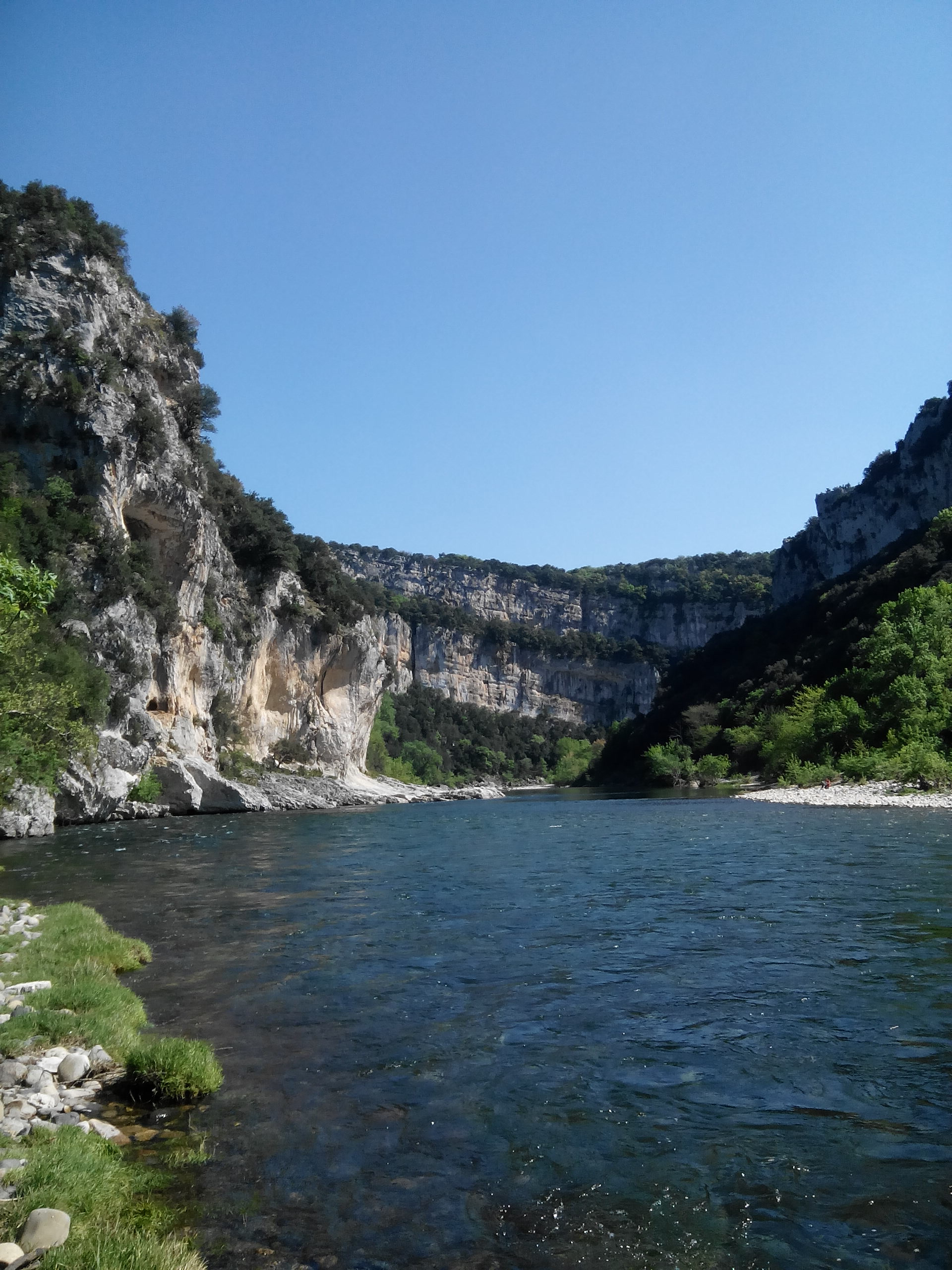
Gorges de l'Ardèche
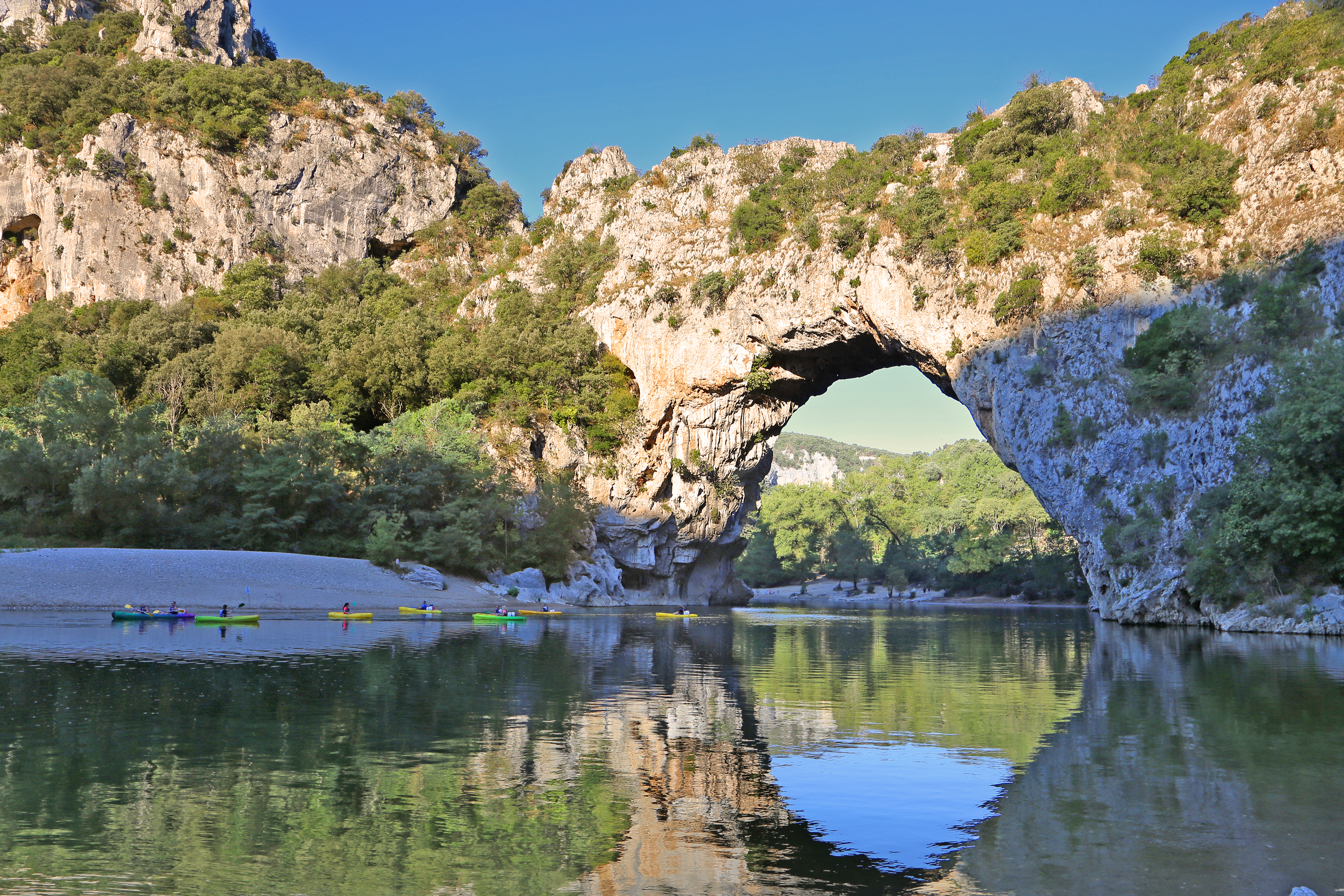
Pont d'Arc - Ardèche